# Mannäer
Das Königreich der Mannäer (auch Manna oder Mannai, urartäisch Mana) hatte in der frühen Eisenzeit sein Zentrum am südöstlichen Ende des Urmiasees.
Da bisher keine Archive der Mannäer entdeckt wurden, die Mannäer also vermutlich keine Schriftsprache entwickelten, ist man zur Rekonstruktion ihrer Geschichte auf die spärlichen und sicher nicht immer zutreffenden Angaben ihrer Nachbarn und Feinde angewiesen. Hierbei helfen vor allem die assyrischen und urartäischen sowie einige babylonische Quellen. Vermutlich entspricht auch das biblische Minni (Jeremia Kapitel 51,27) dem Reich Mannai. Wichtige archäologische Fundorte sind Hasanlu im Tal von Solduz, Marlik und Ziwiye.

## Lage
Die Südküste des Urmiasees erhält reiche Regenfälle und zählt zu den fruchtbarsten Gegenden Persiens.
Das Mannäerreich bestand aus vier Provinzen:
- Surikaš an der Grenze zu Assyrien, im Süden von Allabria, im Nordwesten von Karalla begrenzt
- Missi mit der Stadt Mešta um Cillik am Südufer des Urmiasees
- Uišdiš am Ostufer des Urmiasees bis zum Fuße des Kuh-e Sahand
- Subi am Ostufer des Sees bis in das Gebiet von Sofian

Zu den abhängigen Ländern gehörten zeitweise außerdem Zikirtu und Andia.
Nach Julian Reade reichte das Gebiet von Mannai bis nach Täbris und Zandschan im Osten. Ob Hasanlu zu Mannai gehörte, ist umstritten.

## Geschichte

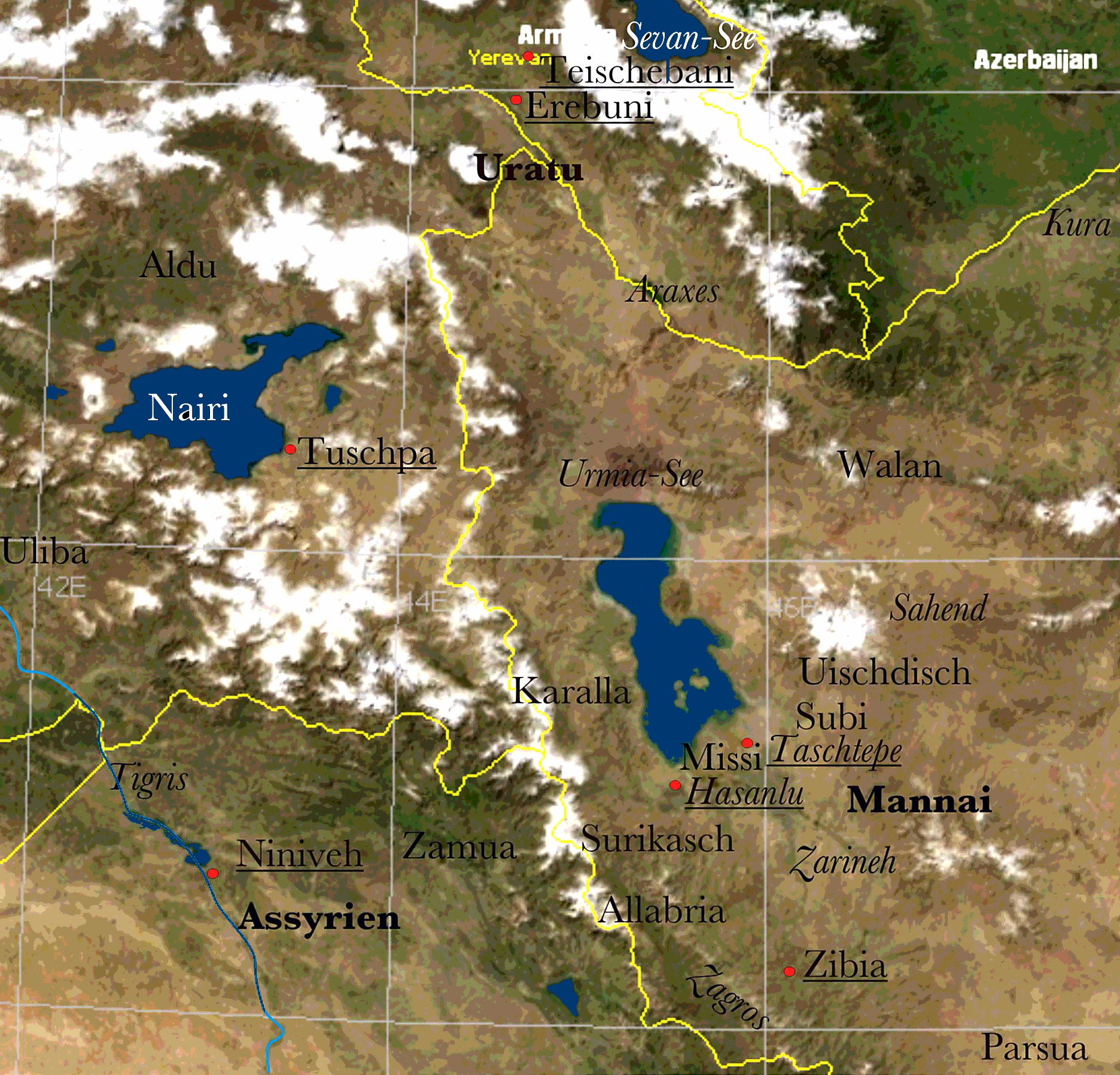
Manna und umliegende Gebiete

Die ersten Nennungen der Mannäer stammen aus assyrischen Inschriften des 9. Jahrhunderts v. Chr. Unter der Regierung von Salmanassar III. (858–824) drang zum ersten Mal ein assyrisches Heer unter Dajan-Aššur nach der Durchquerung von Ḫubuškia nach Manna ein und zerstörte die Hauptstadt Izirtu/Zirta. Im folgenden Jahr (dem 30. Jahr Salmanassars) erhoben die Assyrer auf dem Zug nach Parsuaš und Namri in Mannai Tribut. Vermutlich planten die Assyrer, am Rande des iranischen Hochlandes eine Reihe von Pufferstaaten anzulegen; eine bleibende Eroberung war wohl nicht beabsichtigt.
Unter Šamši-Adad V. (823–811) zog der Feldherr (rab-reschi) Mutarris-Marduk gegen die Mannäer, Meder und Perser. Das Hauptaugenmerk des Königs war jedoch auf Babylon gerichtet. Auch Adad-nīrārī III. zog im Jahre 806 gegen Mannai und die Meder, vermutlich ohne größere Erfolge, der Feldzug ist nur aus der Eponymenchronik bekannt.
Auch von Norden her war Mannai bedroht. Išpuini von Urartu (824–806) hinterließ die Stele von Karagündüz, die berichtet, wie er mit 106 Streitwagen, 10.000 Reitern und 22.000 Infanteristen gegen Parsua und die Stadt Mešta im Reich der Mannäer zu Felde zog. Eine urartäische Inschrift von Taštepe bei Cillik berichtet vom Sieg des Königs Menua (ca. 805–ca. 785 v. Chr.), dem Sohn des Išpuini, über die Mannäer und nennt eine Festung, die Menua in Mešta errichten ließ. Ungefähr zu dieser Zeit wurde vermutlich die Zitadelle von Hasanlu IV. zerstört. Die Inschrift des Argišti II. (ca. 714–ca. 685) in Van berichtet unter anderem von Feldzügen gegen die Manna und Uišdiš. Urartu erreichte zu dieser Zeit seine größte Ausdehnung, bis in das Gebiet der späthethitischen Fürstentümer und bis zu „den Bergen der Assyrer“. Diese Macht war sicher eine große Gefahr für die Unabhängigkeit von Manna. Auch Argištis Nachfolger Sarduri III. (ca. 765–733) berichtet von Kriegszügen gegen Manna, auf denen Städte niedergebrannt, Festungen geschleift und reiche Beute nach Urartu gebracht wurde. Assyrien war zu dieser Zeit so schwach, dass es seine ehemaligen Vasallen nicht schützen konnte.
Erst unter Tiglat-pileser III. (744–722) mischte sich Assyrien wieder in die Verhältnisse im Zagros und im Hochland ein.
Der urartäische König Rusa I. (ca. 734–ca. 714) scheint, nachdem er seine Autorität im Innern wiederhergestellt hatte, einen neuen Versuch gemacht zu haben, Manna zu unterwerfen. Briefe und Inschriften aus der Zeit Sargons (721–705) berichten, dass sich die Urartäer um 719 mit Mitatti, Fürst von Zikirtu, und Bagdatti von Uišdiš gegen Iranzu von Mannai zusammenschlossen, der zu dieser Zeit ein assyrischer Verbündeter war. Rusa I. eroberte einige mannäische Städte, andere nahm Mitatti ein und ließ sich in Parda nieder. Sargon eilte jedoch seinen Verbündeten bzw. Vasallen zu Hilfe, besiegte die Zikirtai und deportierte sie teilweise nach Damaskus. Bagadatti dagegen scheint seine Machtbasis ausgebaut zu haben und plante vermutlich, in ganz Manna die Macht zu ergreifen. Bereits 717 v. Chr. rebellierte er, unterstützt von Rusa von Urartu, gegen Aza, den Sohn von Iranzu. Aza wurde am Berge Uišdiš erschlagen. Seinen Leichnam ließ man unbestattet liegen. Sargon rückte zum Berge Uišdiš vor, nahm Bagdatti gefangen und ließ ihn schinden. Der verstümmelte Körper wurde öffentlich zur Schau gestellt, wohl, um potentielle Rebellen abzuschrecken.
Rusa setzte darauf Azas Bruder Ullusun, der zuvor in größere Gebietsabtretungen eingewilligt hatte, als Marionettenherrscher ein. Weitere Unterstützung kam von Assurli’u von Karalla und Itti von Allabria. Sargon warf den Aufstand nieder, eroberte Izirtu, schund Assurli’u und deportierte Itti und seine Anhänger nach Hamath. Dass Ullusunu trotzdem König blieb, deutet freilich auf einen recht unvollständigen Sieg oder beträchtliche Tributzahlungen hin. Die Assyrer machten sich nicht nur Manna untertan, sondern legten auch in Medien und Persien Festungen an (Kar-Scharrukin und Kar-Nergal). Vermutlich wurde im Verlauf dieses Feldzuges auch der urartäische Einfluss zurückgedrängt.
Um 715 verbündete sich Rusa mit dem Mannäer Dajakku (Daiukka), den er wohl als abhängigen Herrscher einsetzen wollte. Er wurde aber von Sargon II. im Verlauf seines berühmten 8. Feldzuges geschlagen und mitsamt seiner Familie nach Syrien deportiert. Die moderne Forschung geht davon aus, dass Dajakku mit Deiokes identisch ist, den Herodot als Gründer des Mederreiches erwähnt. Herodots Erzählung über die Gründung von Ekbatana hat deutlich sagenhafte Züge, weshalb es sich auch um eine Namensverwechslung Herodots handeln könnte.
Auf seinem 8. Feldzug vereinigte sich Sargon in Surikas mit Ullusu. Sie marschieren gemeinsam gegen Parsua und griffen Zikirtu an, das zu diesem Zeitpunkt wohl zu Urartu gehörte und das zu zerstören Sargon geschworen hatte. Der Mannäer Mitatti von Zikirtu und Rusa vereinigten sich, wurden aber von den assyrischen Truppen in die Flucht geschlagen, die daraufhin in urartäisches Gebiet eindrangen und den Tribut von Nairi entgegennahmen. Parda wurde geplündert, der Zikirtäer Mitatti endgültig vertrieben. Auch die Meder wurden erneut geschlagen, oder, bei der für assyrische Verhältnisse sehr zurückhaltenden Formulierung, vermutlich nur kurzfristig geplündert. „Im achten Jahr meiner Regierung wandte ich mich gegen die Länder der … Meder .... Ich trug ihre Güter davon.“ Als Höhepunkt dieses Feldzuges galt die Plünderung von Muṣaṣir; das Ziel war eindeutig, den urartäischen Einfluss zurückzudrängen.
Der Einfall der Kimmerer um 708 befreite Manna von der Bedrohung durch den mächtigen nördlichen Nachbarn. Wie weit die Kimmerer in den Iran vorstießen, ist unklar. Zur Zeit Sanheribs (705–681) waren die Mannäer und Meder wohl mit den Kimmerern verbündet.
In der Zeit Asarhaddons (681–669) waren die Mannäer als Verbündete der Skythen unter deren Fürsten Išpakai. Orakeltexte weisen darauf hin, dass beide als echte Bedrohung eingeschätzt wurden. Asarhaddon behauptet, von den Mannäern Tribut eingetrieben zu haben, diese Angabe wird jedoch von Georges Roux bezweifelt. Eine feste Kontrolle des Hochlandes, wie unter Sargon, bestand auf jeden Fall nicht.
Unter Assurbanipal (669–627) versuchten die Mannäer unter König Ahšeri auf assyrisches Gebiet vorzudringen und nahmen mehrere Befestigungen ein. Der König schickte zwischen 665 und 655 den rab-reši Nabu-šar-usur gegen sie aus, der Izirtu belagerte und das Umland verwüstete. Daraufhin wurde Ahšeri von seinen Untertanen abgesetzt und getötet, sein Sohn unterwarf sich den Assyrern, die ihn gegen Abtretung einiger Grenzorte im Amt bestätigten. Da auch unter den Medern Unruhe herrschten, konnten die Assyrer vermutlich nicht mit der gewohnten Härte durchgreifen, auch wenn Inschriften in Ninive verkündeten, Assurbanipal habe die Mannäer zerschmettert.
Nach dem Tod von Assurbanipal und dem Beginn der Skythenzüge um 630 war Assyrien als Machtfaktor weitgehend ausgeschaltet. Vermutlich konnte Manna seine Unabhängigkeit wiederherstellen.
Die assyrische Chronik (ABC 3) berichtet, dass Nabopolassar von Babylon in seinem 10. Regierungsjahr (616–615) die Assyrer unter Sin-Šar-Uškun (623–612) und ihre mannäischen Verbündeten schlug. Ein Feldzug in Nabopolassars 17. Jahr (609–608), der angeblich bis nach Urartu führte, könnte auch das Gebiet der Mannäer berührt haben, es wird berichtet, dass die Armee die Gegend von Izalla erreichte und zahlreiche Städte in den Bergen zerstörte. Der Text ist an dieser Stelle aber leider lückenhaft. Unter Nabupolassar tauchen die Meder beständig als Verbündete der Babylonier auf. Sofern die Mannäer weiterhin auf Seiten Assyriens standen, ist anzunehmen, dass sie ebenfalls medischen Angriffen ausgesetzt waren.
Es ist unklar, wann Manna im Mederreich aufging. Assyrien fiel 610, Urartu (Tušpa) um 590. Reade nimmt 614–612 an.

## Wirtschaft
Das Reich der Mannäer – und besonders die Provinz Subi – war für die Pferdezucht bekannt. Außerdem bauten die Mannäer Getreide und Wein an. Ein Pollendiagramm aus dem See Almalou im nordwestlichen Iran zeigt einen Beginn des Obstbaus ab der frühen Eisenzeit (ca. 3030 cal BP) und in mannäischer Zeit. Eine Unterbrechung in der Pollenkurve für die Obstbäume ist vielleicht mit den Feldzügen Sargons zu verbinden; sie setzen vermutlich mit dem Beginn des Perserreichs wieder ein.

## Könige
- Iranzu
- Aza, Sohn von Iranzu
- Bagadata
- Ullusun(u), Sohn von Iranzu
- Ahšeri
- Ualli

## Mannäische Städte
- Izirtu/Zirta (Hauptstadt, erste Erwähnung 829), vielleicht mit Kaflant (Bezirk Hamadan) identisch.
- Mešta bei Taštepe
- Parda, Hauptstadt des Mitatti
- Pazaši, von Sargon II. erobert[8]
- Zibia, wahrscheinlich das heutige Ziwiye

## Religion
Die Namen mannäischer Götter sind nicht überliefert, die Rekonstruktion der Religion ist allein auf Bildquellen angewiesen. Hier ist vor allem ein flacher Becher aus Hasanlu von Bedeutung. Er zeigt einen Wettergott in einem von Stieren gezogenen einachsigen Streitwagen, einen Sonnengott (?), der eine Art von Flügelsonne auf dem Kopf trägt, und einen Mondgott mit einfacher Hörnerkrone, dessen Wagen von Onagern gezogen werden. Ein Mann auf einem mit Bergen geschmückten oder aus Bergen gebildeten Thron, der auf einem Löwen ruht und aus dessen Rückseite ein dreiköpfiger Drache entspringt, wird als Berggott gedeutet. Eine sich entblößende Frau, deren Oberkörper mit Mondsicheln verziert ist, kann vielleicht mit Ištar gleichgesetzt werden. Sie steht allerdings auf einem Widder, nicht auf einem Löwen. Da diesen Figuren (außer dem „Mondgott“) die traditionellen vorderasiatischen Hörnerkronen fehlen, ist ihre Identifikation als transzendentale Wesen nicht völlig eindeutig. Ein Adler, der eine menschliche Figur davonträgt, wird als Darstellung des Ganymed gedeutet. Manche Forscher nehmen an, dass es sich bei dem Pokal um ein Altstück handelt. W. Orthmann sieht einen deutlichen späthethitischen Einfluss und plädiert für eine Datierung um 950 v. Chr.
Eph‘al nimmt an, dass Ḫaldi einen Tempel in Z‘TR in Mannai besaß.

## Sprache und ethnische Zugehörigkeit
Außer Eigennamen liegen keine Sprachzeugnisse vor.
Horst Klengel nimmt an, dass die Mannäer sich vor allem aus den seit dem 2. Jahrtausend in dem Gebiet ansässigen Guti, Lulubi und Mittani zusammensetzten, vielleicht aber auch iranische Elemente aufgenommen hatten. Edith Porada geht von einer überwiegend hurritischen Bevölkerung aus, will aber eine allmähliche Iranisierung der Sprache nicht ausschließen. Die hurritische Abstammung sieht sie durch Orts- und Personennamen, die aus den assyrischen Annalen bekannt sind, bestätigt.
Boehmer sieht die Mannäer ebenfalls als Hurriter, zieht aber eher eine kassitische Beimischung in Betracht. Kashkai ist dieser These weitgehend gefolgt. Auch Melikišvili will einen iranischen Einfluss nur am Rand des mannäischen Herrschaftsgebietes erkennen (Daiukku und Bagdatti) und hält es für unwahrscheinlich, dass die Mannäer eine iranische Sprache sprachen.
Ein türkischer Ursprung der Mannäer wird allgemein abgelehnt.
Nach der Analyse von Eigennamen durch Ran Zadok war die Mehrzahl der Eigennamen und Toponyme in Mannai iranisch, gefolgt von Hurro-Urartäisch (15 %) und Kassitisch (4 %). Da die überlieferten Eigennamen weitgehend aus der Oberschicht stammen, lässt dies aber nicht unbedingt Rückschlüsse auf die Volkssprache zu. Außerdem sind kulturelle Faktoren zu berücksichtigen (Prestige und Tradition fremdsprachlicher Namen bzw. deren Adoption in das eigene Onomastikon). Zadok hält eine sprachliche Einheit der Mannäer für fraglich und geht von einer zunehmenden iranischen Durchdringung aus. Er will auch die Namen der Könige Udaki und Āza aus altiranischen Wurzeln erklären.
Die Stele von Bukan trägt eine aramäische Inschrift aus dem 8. oder 7. Jahrhundert v. Chr. Lemaire nimmt an, dass die Stele von dem mannäischen König Ullusunu verfasst wurde; Salvini will sie als Staatsvertrag, vielleicht zwischen Urartu und Mannai sehen. Entweder drang die aramäische Sprache im Zuge der assyrischen Deportationspolitik sehr früh über den Zagros vor, oder die Herrscher Mannais wählten bewusst eine Amts- und Schriftsprache, die sich von der assyrischen Keilschrift der feindlichen Nachbarn in Urartu absetzte. Wenn in größerem Maßstab aramäische Dokumente verwendet wurden, verringert das die Wahrscheinlichkeit, Schriftzeugnisse aus Mannai zu finden, da aramäisch meist auf Pergament oder Papyrus geschrieben wurde. Eph‘al nimmt an, dass die Oberschicht in Mannai die aramäische Sprache übernommen hatte; wahrscheinlicher ist jedoch, dass es nur Schriftsprache war, ähnlich wie Assyrisch in den frühen Jahren Urartus. Die Bildersprache der Stele ist allerdings ein Zeichen dafür, dass der Schreiber wahrscheinlich Aramäer war. Michael Sokoloff verweist auf das Fehlen von Akkadizismen oder gar Einflüssen der einheimischen nicht-semitischen Sprache.